# Lonchura spectabilis
Il cappuccino pettobianco o cappuccino di Sclater (Lonchura spectabilis Sclater, 1879) è un uccello passeriforme appartenente alla famiglia degli estrildidi.

## Descrizione

### Dimensioni
Coi suoi 9,5 cm di lunghezza media, coda compresa, si tratta di una delle specie più piccole del genere Lonchura.

### Aspetto
Si tratta di un uccello dall'aspetto robusto e dal caratteristico becoc, molto robusto e di forma conica.

Il petto, i fianchi ed il ventre sono di colore biancastro (giallastro in alcune sottospecie), la testa, il basso ventre ed il sottocoda sono neri, il dorso, le ali e la coda sono di color nocciola, il codione è giallo o arancio: gli occhi sono di colore bruno scuro, le zampe sono bruno-grigiastre, il becco è grigio-bluastro.

## Biologia
Si tratta di uccelli diurni e gregari, che tendono a vivere in gruppetti di 10-12 individui (sebbene possano riunirsi anche in stormi comprendenti fino a 80 uccelli), all'interno dei quali sono ben osservabili le coppie, che si separano molto di rado. I gruppi passano la maggior parte del tempo al suolo alla ricerca di cibo, con alcuni esemplari che si nutrono mentre altri sono di guardia, mentre durante la notte essi cercano riparoo fra gli alberi per riposare.

### Alimentazione
Si tratta di uccelli essenzialmente granivori, che grazie al forte becco spezzano senza problemi i piccoli semi di riso, taro e graminacee di cui si nutrono, prediligento i semi ancora immaturi (prelevati direttamente dalle infiorescenze) e quelli appena germogliati: i cappuccini pettobianco non disdegnano di integrare la propria dieta anche con piccoli insetti volanti, frutti, bacche e germogli, mentre in particolare durante il periodo riproduttivo essi tendono a nutrirsi anche di alghe, di cui si dice essi siano particolarmente ghiotti.

### Riproduzione
Il periodo riproduttivo coincide generalmente con la fase finale della stagione delle piogge, nel mese di ottobre: il maschio corteggia la femmina svolazzandole intorno con un filo d'erba o di altro materiale vegetale nel becco, tenendo le penne di testa e fianchi ben erette ed inchinandosi verso di lei, emettendo al contempo il canto basso e pigolante tipico delle munie. Se la femmina è disponibile all'accoppiamento, allora lo segnala accovacciandosi e spostando lateralmente la coda.
Il nido ha una struttura ellissoidale piuttosto schiacciata ai poli, ed è costituito da materiale fibroso di origine vegetali che ambedue i sessi provvedono ad intrecciare nel folto della vegetazione, generalmente sul limitare delle radure erbose. Al suo interno la femmina depone 5-6 uova, che ambedue i sessi provvedono a covare per circa due settimane, al termine delle quali schiudono i pulli inizialmente ciechi ed implumi: sono sempre entrambi i genitori ad accudire i piccoli, che sono pronti per involarsi attorno alla terza settimana di vita, ma che tuttavia tendono a rimanere nei pressi del nido per almeno altre due settimane, tornandovi a dormire durante la notte e chiedendo sporadicamente l'imbeccata ai genitori, che spesso si apprestano a portare avanti una nuova covata.

## Distribuzione edhabitat
Questa specie è diffusa nella porzione centro-settentrionale e nord-orientale della Nuova Guinea, oltre che sulle vicine isole di Long Island, Umboi e Tolokiwa.
L'habitat d'elezione di questa specie è rappresentato dalle aree erbose pedemontane sul limitare della foresta pluviale e nei pressi dei fiumi; paradossalmente, questo uccello ha beneficiato del disboscamento, estendendo il proprio areale alle zone deforestate.

## Tassonomia
Se ne riconoscono cinque sottospecie:
- Lonchura spectabilis spectabilis, la sottospecie nominale, diffusa in Nuova Britannia, Long Island e Umboi, caratterizzata da dorso color cannella e ventre biancastro;
- Lonchura spectabilis gadjuseki Diamond, 1967, diffusa nella provincia di Chimbu, caratterizzata da codione di color arancio e ventre giallastro;
- Lonchura spectabilis mayri Hartert, 1930, diffusa dall'Irian Jaya alla provincia di Sepik Est, caratterizzata da area dorsale bruna e codione giallo-arancio;
- Lonchura spectabilis sepikensis Jonkers & Roersma, 1990, diffusa nelle pianure attorno al fiume Sepik, caratterizzata da area ventrale di color cannella e codione bruno;
- Lonchura spectabilis wahgiensis Mayr & Gilliard, 1957, diffusa nelle aree montuose fra la provincia di Morobe e la provincia di Madang, caratterizzata da colorazione simile alla sottospecie nominale ma con codione nero;

In passato se ne riconoscevano altre tre sottospecie, tutte classificate dall'ornitologo Brian Coates, attualmente accorpate a quelle esistenti:
- Lonchura spectabilis guariae Coates, 1990, ritrovata unicamente nel distretto di Guari Rural, nella Provincia Centrale, caratterizzata da nuca bruna e ventre giallo ocra;
- Lonchura spectabilis karimui Coates, 1990, diffusa nella porzione occidentale della provincia di Chimbu, caratterizzata da testa bruna, e ventre giallastro;
- Lonchura spectabilis korobae Coates, 1990, diffusa unicamente nella zona del Koroba-Kopiago District, caratterizzata da area ventrale bruna;